# Приятное
Приятное — деревня в Свердловском районе Орловской области. Входит в состав Кошелёвского сельского поселения. Население — 12 человек (2010).

## География
Деревня находится в центральной части Орловской области, в лесостепной зоне, в пределах центральной части Среднерусской возвышенности  и расположена на берегу реки Рыбница, запруженной в этом участке русла.
Уличная сеть состоит из двух географических объектов: Береговая улица и Запрудная улица.
Географическое положение: в 10 километрах от районного центра — посёлка городского типа Змиёвка, в 40 километрах от областного центра — города Орёл и в 360 километрах от столицы — Москвы.

## Население
| 2010 |
| ---- |
| 12   |

Гендерный состав
По данным Всероссийской переписи населения 2010 года численность населения деревни составляла 12 человек (5 мужчин и 7 женщин, 41,7 и 58,3 %% соответственно)
Национальный состав
Согласно результатам переписи 2002 года, в национальной структуре населения русские составляли 100 % из 16 чел.

## Инфраструктура
Нет данных

## Транспорт
Проселочные дороги. 